# Endoxocrinus sibogae
Endoxocrinus sibogae är en sjöliljeart som beskrevs av Döderlein 1907. Endoxocrinus sibogae ingår i släktet Endoxocrinus och familjen Pentacrinitidae. Inga underarter finns listade i Catalogue of Life.